# Тюремные касты в странах бывшего СССР
Тюре́мные ка́сты (или «ма́сти») — группы заключённых, занимающие различное положение в неформальной иерархии, складывающейся в местах лишения свободы. В зависимости от принадлежности к той или иной касте заключённый имеет различные права и обязанности.

## История
Исследованиями тюремной иерархии в Советском Союзе занимались уже достаточно давно в рамках записей блатной и тюремной лексики и жаргонизмов. Видным современным исследователем является Ю. К. Александров, в своей книге «Очерки криминальной субкультуры» в главе «Табель о рангах в преступном сообществе (деление на масти)» он подробно описывает уголовную иерархию и всю систему социальных взаимоотношений в криминальной среде.

## Основные категории («масти») заключённых
В пенитенциарных учреждениях стран бывшего СССР существуют 4 основные категории («масти») заключённых, а также различные промежуточные группы. Характерной особенностью этой иерархии является лёгкость перехода из более высокой касты в более низкую, этот переход называют «опусканием», хотя обычно это слово употребляется в более узком смысле — перевод заключённого в касту «петухов». В то же время, переход в обратном направлении обычно очень сложен или вовсе невозможен. Например, чтобы стать петухом, заключённому достаточно сесть в столовой за «петушиный» стол, тогда как способа перейти из петухов в другую касту не существует.

### Блатные
«Блатные» («чёрные», положенцы, авторитеты) — высшая каста в иерархии. Это, как правило, профессиональные преступники. Зачастую именно «блатным» принадлежит реальная власть в тюрьме или на зоне. Существует много требований к претендентам на статус «блатного»: например, «блатным» не мог стать заключённый, служивший в армии, работавший официантом, таксистом и прочей «обслугой» (то есть т. н. «халдеем»), правда, в последнее время некоторые из этих требований смягчились или были вовсе отменены. «Блатные», как правило, в зоне не работают; там же, где это допускается, «блатной» не должен занимать никакой официальной должности (в противном случае он автоматически становится «козлом»).
«Блатные» имеют право распоряжаться «общаком» — выделять деньги на взятки или на «грев». Обязаны заботиться о снабжении зоны по нелегальным каналам продуктами, чаем, алкоголем и т. д., разрешать возникающие споры между заключёнными с точки зрения неписаных уголовных «законов», «по понятиям» (по этим законам, «правильные» заключённые в случае конфликтов могут обращаться только к блатным, и ни в коем случае — к администрации мест заключения). Разрешая проблему «по понятиям», обвинитель делает «предъяву», «обосновывает» её, а обвиняемый «отвечает». «Блатной» в такой ситуации выступает в роли «мирового судьи» и определяет обоснованность «предъявы» и «спроса», а также принимает решение о необходимости наказания виновника, и каким оно будет. За несправедливо вынесенное решение с «блатного» также могут «спросить».
Сами «блатные», как правило, называют себя не «блатными», а «арестантами», «босяками», «путёвыми», «бродягами» и т. д. Если человек будет пытаться выдать себя за «блатного», но при этом таковым не является, то его за это могут наказать вплоть до опускания или убийства.
В колониях для несовершеннолетних «блатными» становились профессиональные преступники с детства — обычно беспризорники и дети из неблагополучных семей, воспитанные и закалённые улицей и приученные с раннего детства выживать и бороться за существование и свой авторитет. После совершеннолетия и перехода во «взрослую» колонию обычно сохраняли свой статус.
Свои «блатные» также существовали и в женских колониях. Их называли «старшими» или «мамками». Обычно это профессиональные преступницы или рецидивистки. Однако их положение в лагере сильно отличалось от положения «блатных» в мужских колониях. «Старшие» следят за порядком в камере, обходясь своими силами или полагаются на нескольких подручных сокамерниц. «Старшие» часто действуют с молчаливого согласия начальства тюрьмы или даже выполняют её указания. В мужских колониях «блатным» нельзя выполнять общественную работу и вообще работать, это для них считается унизительным. У преступниц-женщин по отношению к труду позиция была более нейтральная. В женских колониях работать на должностях также особо зазорным не считалось. На постсоветском пространстве не существует женских «чёрных» зон. В настоящее время в отличие от советских времён, воровки и профессиональные преступницы особым уважением не пользуются, скорее наоборот.

### Мужики
«Мужики» («серые») — самая многочисленная группа заключённых. Вопреки расхожему мнению, «мужики» не являются в «зонах» случайными гостями, «бытовушниками» (хотя многие «бытовушники» относятся к «мужикам») и прочими. Типовой «мужик» судим за грабёж, и типовой «мужик» судим неоднократно, как правило, за схожие преступления — но с постепенным ростом их степени тяжести. «Мужик» — это «солдат» уголовной армии; по сравнению с блатным, он менее квалифицирован. Многие «мужики» действительно служили в армии; обычно они женаты и даже имеют детей — нередко в прошлом, — на воле и в «зоне» работают, признают власть блатных. Неверно и то, что «мужики» будто бы не руководят — как правило, бригадиры («бугры») относятся к «мужикам». Ранее статус «мужиков» был ниже, но в ходе «сучьих» и «мужицких» войн влияние блатных в немалой степени снизилось. На «разборках» блатных «мужики» права голоса не имеют (хотя блатные могут прислушиваться к мнению наиболее уважаемых «мужиков»). «Мужики», отказывающиеся работать в «зоне», обычно гибнут — в результате убийств, несчастных случаев, самоубийств. В тюрьмах для «малолеток» местным аналогом «мужиков» являются «пацаны».
Лица, занимавшие на воле руководящие должности и судимые за хищения, к «мужикам», вопреки популярному мнению, не относятся.

### Активисты
«Козлы, красные, суки» — заключённые, открыто сотрудничающие с администрацией, занимающие какую-либо административную должность (завхоза, коменданта и т. д.), а также состоящие в секциях самодеятельности заключённых — СДиП (СДП, СДПУ — секция дисциплины и порядка учреждения), СБС (секция контроля за выполнением санитарных норм осуждёнными) и др. В настоящее время данные секции запрещены законодательно, однако, тем не менее, в ряде ИУ некоторых регионов они де-факто продолжают функционировать.
В «чёрных» зонах в «общак» их не принимают (хотя иногда «козлы» организовывают там свой общак). В некоторых зонах «козлов» приходится собирать в отдельных отрядах (с соответствующим проживанием в отдельных бараках) из-за враждебного отношения к ним со стороны других осуждённых. Однако в «красных» зонах (ИУ, где администрация полностью контролирует жизнь осуждённых и пресекает попытки проявления «блатной» идеологии) они, пользуясь режимными послаблениями, полученными благодаря своим должностям, могут сами собирать «общак» или иначе (неформально, помимо формальных административных функций) организовывать жизнь прочих заключённых, и, соответственно, обладают значительным авторитетом; этому способствует и то, что в «красных» зонах на должности, особенно значимые (коменданты, старшины карантина, КДС (комнаты длительных свиданий), столовой, бани и т. д.), зачастую назначаются осуждённые, рекрутированные (добровольно или принудительно, после т. н. «слома», то есть принуждения к сотрудничеству с администрацией исправительного учреждения) из «блатных» (обычно это «смотрящие», «положенцы», «бродяги», «шпана», приехавшие в таком статусе из СИЗО). То же можно сказать и о зонах в переходном состоянии (от «чёрного положения» к «красному» или наоборот). Называются «красными» из-за того, что красный цвет ранее ассоциировался с советской властью, а следовательно с администрацией и поэтому был очень презираем.
Слово «козёл» и производные от него являются (для заключённых, таковыми не являющимися) серьёзными оскорблениями. В 1930—1950-х годах так называли «опущенных» и «чертей». Как правило, сами «козлы», а также другие заключённые в их присутствии (при спокойных отношениях между ними и «козлами») употребляют слова «красные», «активисты», «административники» и т. д.
В то же время, это определение является достаточно размытым и условным. В частности, статус заключённых, находящихся на должностях, таких, как, например, санитар, библиотекарь, бригадир и т. п., определяется довольно гибко, и такой осуждённый может считаться «мужиком» или даже приближённым к «блатным» («мужик на движухе» и т. п.). В настоящее время в среде заключённых распространён следующий подход: «козлом» или «сукой» (эти понятия практически идентичны) считаются «за поступки, но не за должность», то есть осуждённый может формально занимать какую-либо должность (вплоть до коменданта), но не считаться «козлом», «сукой» и т. п., если он не совершал каких-либо предосудительных с точки зрения «блатной» морали действий. Данный подход выработался в «блатной» среде в последнем десятилетии в целях самосохранения при условиях установления в ИУ ряда регионов страны жёсткого режима тюремной администрации и исторически не является новшеством: так, в 1940—1960-е гг. «законные воры» уже шли на смягчение своего кодекса в связи с «сучьими войнами».
В то же время «сука», согласно «воровским понятиям» (то есть представлениям, присущим «ворам в законе», «блатным»), это «курванувшийся вор», то есть «авторитет» или «законный вор», пошедший на сотрудничество с властями. Поэтому осуждённый, находившийся в касте «мужика» и вставший на административную должность в ИУ, зачастую не приравнивается к «козлу», «курве» или «суке» (если он не совершал предосудительных с точки зрения «блатной» системы ценностей поступков), а статус его определяется различно в зависимости от конкретного исправительного учреждения и конкретных обстоятельств («мужик» или «козёл»); данный подход также не нов и отличается значительной произвольностью, в том числе по отношению к «блатным», что зафиксировано в воспоминаниях ряда мемуаристов (см., например: Л. З. Копелев. «Хранить вечно»).

### Опущенные
Заключённый, которого объявили представителем низшей касты в пенитенциарных учреждениях СССР, а позже — постсоветского пространства. Обычно считается, что «опущенными» объявляются заключённые, которые вступают в гомосексуальные контакты в пассивной роли (добровольно или принудительно), хотя на практике это не совсем верно — «опущенным» может стать и заключённый, не вступавший в такие контакты (в этом случае заключённый часто может «доказать» свою непринадлежность к данной касте). Каждого заключённого, хотя бы один раз вступившего в гомосексуальный контакт в качестве пассивного партнёра, объявляют опущенным. Все понятия: «обиженный», «петух», «пидор», «опущенный» и т. д. означают представителя низшей касты заключённых, однако их смысл может несколько различаться. Устоявшихся правил употребления того или иного слова нет, в одних источниках эти понятия употребляются как полные синонимы, в других указывается на различие между ними. Например, в книге «Всё о жизни в тюрьме» указывается, что «опущенный» — это заключённый, насильственно или добровольно ставший пассивным гомосексуалом, а «обиженный» — представитель этой касты, не вступавший в гомосексуальные контакты. В других источниках эти группы называются соответственно «проткнутые» и «непроткнутые пидоры», «рабочие петухи» и «форшмаки» и т. д.
Несмотря на то, что люди, объявленные «опущенными», стоят ниже всех остальных заключённых в неофициальной тюремной иерархии, среди них также наблюдается расслоение на главпетухов («пап», «мам») более высокого положения, которые заставляют своих же товарищей по несчастью выполнять наиболее грязную работу, издеваются над ними и т. д., и простых «опущенных». «Главпетухами» часто становятся бывшие «авторитеты», попавшие в петухи за какой-либо проступок или «косяк». Особенно часто это наблюдается там, где администрация зоны или тюрьмы собирает их в отдельных отрядах или камерах («обиженках», «петушатниках», «гаремах», «женских монастырях»).

#### Терминология
Понятие «опущенный» (встречаются также названия «петух», «голубой»), «дырявый», «проткнутый», «римлянин», «дракон», «обиженник», «гребень», «вафлёр», «вафельница», «вафля», «пинчь», «зашкваренный», «отверженный», «крысятник», «маргаритка», «попер» и др.) обозначает человека, которого объявили представителем низшей касты — пассивного гомосексуалиста либо лицо, с которым насильственно совершён гомосексуальный половой контакт, обычно за грубые нарушения норм арестантской этики. Каждого заключённого, хотя бы один раз вступившего в гомосексуальный контакт в качестве пассивного партнёра, объявляют опущенным.

#### История
Существуют различные точки зрения на предпосылки появления в уголовной среде «опущенных».
Так, правозащитник В. Н. Чалидзе отмечал, что «опущенные» возникли в 1930—1940-е годы по причине того, что малолетних детей, попадавших, начиная с двенадцатилетнего возраста, в места лишения свободы, принуждали к гомосексуальной связи.
Согласно другим данным, «опущенные» появились в конце 1940-х — начале 1950-х годов из-за стремления уголовников-рецидивистов любыми способами удержать своё господствующее положение в тюремной среде: от избиений и убийств до совершения насильственных актов мужеложства. Это позволяло морально унизить непокорных в глазах других заключённых. В. Т. Шаламов вспоминал, что рядом с каждым блатным всё время находились «молодые люди с набухшими мутными глазами: „Зойки“, „Маньки“, „Верки“ — которых блатарь подкармливает и с которыми он спит».
В начале 1950-х годов в Дальстрое (Колыма), как сообщалось в справке заместителя прокурора Магаданской области Г. М. Сажина секретарю Магаданского областного комитета КПСС Т. В. Тимофееву, при проверке Чаунского и Чаун-Чукотского ИТЛ, по инициативе заместителя начальника лагеря подполковника Варшавчика в лагерном отделении посёлка Красноармейский в 1951 году была создана так называемая «бригада № 21», которая состояла из больных сифилисом представителей лагерной группировки «Суки». В тех случаях, когда при «трюмлении» заключённые из группировки «Воры» не переходили на сторону «сук», их отправляли в бригаду 21, где их насиловали, заражая сифилисом. Таким образом, «обряд опускания» уже в то время активно использовался администрацией в некоторых лагерях для расправы с неугодными заключёнными.
Д. А. Корецкий и В. В. Тулегенов указывают, что тем не менее наиболее широкое развитие мужеложства в местах лишения свободы и увеличение числа «опущенных» пришлось на 1980-е годы, когда из-за сложности организации труда прекратилось использование заключённых на хозяйственных работах сторонних организаций (контрагентских работах), что повлекло за собой невозможность пользоваться услугами проституток и заводить знакомства с работающими на близлежащих объектах женщинами-строителями. Лишённые женского общества заключённые стали удовлетворять своё половое влечение за счёт «опущенных». Кроме того они отмечают, что в настоящее время отношение в тюремной среде к «опущенным» значительно улучшилось по сравнению с 1980-ми годами, поскольку перестала использоваться посуда с особой меткой и выделение особых мест для проживания данной группы осуждённых. Из 50 «опущенных», находившихся под их наблюдениями, только 5 человек (10 %) вступали в гомосексуальную половую связь.

#### Опускание
Решение об опускании (переводе в опущенные) принимается на «базаре» (сборе авторитетных заключённых); в некоторых случаях в петухи переводят и «без базара» (то есть по самому выявлению соответствующего факта: насильников малолетних, гомосексуалов, бывших полицейских). Опускаемого петушат (насилуют), нередко всей камерой. Перед изнасилованием опускаемого для подавления сопротивления нередко избивают или душат полотенцем до полубессознательного состояния, иногда, во избежание укусов при оральном сексе, выбивают передние зубы (например, при помощи костяшек домино). Впрочем, для перевода в опущенные не обязательно изнасилование, во многих случаях с заключённым проводят ритуальное действие: проводят половым членом по губам («законтачивают») или по ягодицам («по булкам»), проводят испачканным спермой полотенцем по губам или анусу, мочатся или онанируют на лицо («запарафинивают»), заставляют выпить или обливают водой из параши, сажают на парашу с куском хлеба, проводят тапком по губам и т. п. Иногда достаточно и постановления «авторитетов» — считать такого-то заключённого «петухом». После этого заключённый считается опущенным. Для обозначения опущенному иногда насильственно делают татуировку: изображение петуха или чёрта, пчёл, глаз на ягодицах, точку над верхней губой (прообразом является татуировка мушки, которую в XVII—XVIII веках носили проститутки), слово пидор, знак перстня с двумя тёмными треугольниками и тремя точками, разделёнными белой линией. В настоящее время, после 1990-х годов уголовники стараются не использовать «наказание членом» в виде кары за скверные поступки, только в крайних случаях. 
Иногда заключённый, совершивший серьёзный проступок, может сам перейти в опущенные, не дожидаясь неминуемого наказания (например, перенеся вещи в петушиный угол камеры). В этом случае никаких дополнительных процедур не проводится. Потому как именно из насильно «опущенных» администрация в «красных» учреждениях формирует т. н. активных пособников администрации, которых направляют на решение оперативных задач. Зачастую эти «пособники» устраивают расправу над авторитетами.
Другой причиной отказа от «опускания» является то, что санкция за групповые насильственные действия сексуального характера по УК РФ — составляет от 4 до 10 лет (ч. 2 ст 132 УК РФ).
В женских тюрьмах процедура опускания тоже существовала. Обычно ей подвергались осуждённые женщины, которые убили или пытались убить ребёнка. Такую женщину, сокамерницы всей камерой прижимали в углу, чтобы из глазка двери охране не было видно происходящее, затем затыкали рот, брили налысо (либо руками вырывали волосы) и избивали. В некоторых зонах, после того, как виновную побрили, все сокамерницы могли по очереди справлять на нее малую нужду, расцарапать лицо, выбить зубы, насиловать (обычно — кулаками, ложками, осколками тарелки), а также макать головой в унитаз или обмакнуть туда зубную щетку, после чего заставить её чистить зубы. Убивали в женских зонах крайне редко, но после изощрённых издевательств, избиений, унижений травимая заключённая могла наложить на себя руки.
Согласно блатным понятиям, человека можно опустить (сделать опущенным) только за очень серьёзные проступки, например:
- Доносительство («стукачество»)[22][29][35] и сотрудничество с администрацией исправительного учреждения («козлы»)[18][47][48][49], особенно негласное[28][50]. Кроме того, могут стать опущенными люди, имеющие родственников среди сотрудников правоохранительных органов[48][49].
- Кража у других заключённых («крысятничество»)[18][28][22][35][29][50][48][49]. В то время как кража имущества, принадлежащего не заключённым или на воле вообще, считается доблестью.
- Не возвращённый вовремя карточный долг («фуфлыжники»)[18][28][22][51]; иногда условия игры могут прямо предусматривать, что проигравший становится петухом, что может использоваться для провокации, когда заключённому, ещё незнакомому с тюремными обычаями, предлагают сыграть во что-либо «на просто так», «на фуфло» (оба выражения подразумевают, что проигравший расплачивается «очком», а незнание этого не является оправданием)[52]. Другой способ провокации — угостить новичка пищевыми продуктами, а затем потребовать оплаты. Но при этом обманщик сам рискует попасть в опущенные.
- Беспредел[28][22][29] — грубейшие нарушения воровских «законов» (например, избиение и опускание других заключённых в «пресс-хате» по указанию администрации тюрьмы)[22][47]. При этом опускание без достаточных к тому причин считается само по себе «беспределом», а совершившие его сами подвергаются опусканию. Впрочем, статус самих опущенных «по беспределу» от этого не изменяется [стиль], хотя отношение к ним обычно лучше, чем к остальным петухам — их не бьют, не заставляют выполнять грязную работу, оказывать сексуальные услуги (особенно, если заключённый был опущен по указанию тюремного начальства, например, за отказ сотрудничать со следствием).
- В опущенные попадают осуждённые за изнасилование[22] и другие сексуальные преступления[53][29] (особенно развратные действия, совершённые в отношении малолетних[25][28][22][35][54]). За убийство или нанесение тяжких телесных повреждений детям и подросткам[28][48][49]. В то же время Д. А. Корецкий и В. В. Тулегенов отмечают, что сегодня наблюдается терпимое отношение к лицам, совершившим преступление против половой неприкосновенности или половой свободы[49].
- Опускают бывших сотрудников правоохранительных органов (которые не попали по каким-то причинам в специальные зоны)[29]. Могут быть опущены солдаты Внутренних войск[28].
- В опущенные попадают ещё чушки́[29] — заключённые, которые из-за слабоумия, соматических заболеваний или старости не следят за собой, не моются, неряшливо одеваются[48][49].
- Прикосновение к вещам, которых касался опущенный или на которых сперма, попавшая на них во время гомосексуального акта, может также повлечь за собой перевод в касту опущенных. В некоторых зонах прикоснувшийся к табуированному предмету должен съесть кусок мыла, чтобы не стать опущенным. Кроме того, автоматически становится «опущенным» заключённый, проведший ночь в «петушиной» камере, даже если он там ничего не ел и не прикасался к вещам.
- Лица гомосексуальной ориентации, вступавшие в контакты в пассивной роли[48][49] («петухи»[18]), на зоне автоматически становятся опущенными[55], если об этом становится известно их сокамерникам, активные же гомосексуалы в эту категорию не попадают[23] и часто сами пользуются услугами «опущенных»; но в петухи может быть переведён и гетеросексуал, совершивший какие-либо недостойные мужчины (с точки зрения блатных «понятий») сексуальные действия с женщинами (например, куннилингус, анилингус, поцелуи ног, поцелуй после минета) и назывались подобные лица «фаршмачниками». Ныне к подобным вещам отношение изменилось на более лояльное. Но как правило, подавляющее большинство опущенных — это мужчины гетеросексуальной ориентации. При этом ни один заключённый не обязан рассказывать другим о своей сексуальной жизни на свободе.
- Бывают и случаи добровольного перехода в «опущенные» заключённых с гомосексуальной половой ориентацией или стремящихся извлечь материальную выгоду, занимаясь гомосексуальной проституцией[29], хотя таковыми являются не более 20 % «опущенных»[55].
- В женских тюрьмах статус приравненных к опущенным обычно получали героинщицы, наркоманки с большим стажем, детоубийцы, больные венерическими или онкологическими заболеваниями. Их не пускали за один стол, не делились присланными продуктами, унижали и насмехались, либо игнорировали и всячески избегали. Хуже всего обращались с детоубийцами, пытаясь превратить их жизнь в ад. Ранее в женских тюрьмах к категории опущенных относили и тех, кто на воле занимался оральным, анальным или групповым сексом. К таким заключённым было обеспечено брезгливое отношение и полный бойкот, но позднее отношение к этому поменялось на более лояльное.

#### Отношение к петухам
«Петухи», вопреки бытующему мнению, не являются самой низкой кастой в тюремной иерархии. Ниже расположены «опущенные», «обиженные». На самом деле это целый набор каст, в отношении которых осуществляется сексуальное насилие. Они живут отдельными отрядами, над которыми ставят «главпетухов»; те нередко являются бывшими блатными, например, «сынками», и сами тоже осуществляют сексуальное насилие в отношении подчинённых. По отношению к другим заключённым у них действительно нет практически никаких прав, есть только обязанности и запреты.
В отношении «опущенных» создано множество табу, причём постоянно появляются новые, а сами запреты различны в разных типах тюрем. Например в т. н. «малолетках» табу особенно жестоки и многочисленны (считается, что большинство «опущенных» объявляются таковыми именно в «малолетках»), во взрослых тюрьмах (особенно строгого режима) запретов не так много, а положение людей, объявленных опущенными, лучше (например, в тюрьмах строгого режима не принято бить «опущенных» без причины, для развлечения).
«Опущенные» выполняют самую грязную работу: моют туалет, выносят туалетное ведро, обслуживают помойные ямы, работают уборщиками цехов, кочегарами, истопниками, грузчиками, разнорабочими. К ним нельзя прикасаться (за исключением гомосексуального контакта), а также брать из их рук какие-либо вещи, пить и есть с ними из одной посуды, докуривать после них сигареты. Существуют особые умывальники для «опущенных», которые иногда помечаются краской. Едят «опущенные» из посуды, у которой в качестве метки просверлено отверстие. Спят они возле унитаза или в особо отведённом для них месте («петушиный угол»). Им запрещено к чему-либо притрагиваться. Если «петуху» приходит продуктовая передача, другие заключённые не имеют права прикасаться к ней. «Опущенные» обязаны уступать дорогу заключённым из других каст, прижимаясь при этом плотно к стене; следить за тем, чтобы не приблизиться к ним менее чем на три шага. Разговоры «опущенных» с другими заключёнными без особой необходимости не поощряются; хотя разговор без физического контакта не табуируется, всё же общающийся с «опущенными» заключённый рискует потерять авторитет и быть отвергнутым.
Попав в касту опущенных, выбраться из неё невозможно, поскольку на принадлежность к «петухам» не влияют ни поведение заключённого, ни время, прошедшее с момента опускания, ни перерывы в тюремном «стаже», ни даже признание опускания данного «петуха» не соответствующим уголовным «понятиям». При переводе в новое место заключения «опущенный» обязан немедленно сообщить другим заключённым о своём статусе, поскольку скрывать свою принадлежность бесполезно и опасно: остальные заключённые об этом рано или поздно узнают (от других заключённых, из расспросов, по наличию следов татуировок и т. д.), и последствия будут самыми серьёзными (вплоть до убийства). Даже если найдутся очевидцы ритуала «опускания» и подтвердят, что его опустили не по правилам, «по беспределу», это никак не сыграет на судьбу «обиженного»; подняться обратно со дна тюремной иерархии невозможно никогда.
Возглавляет «обиженных» «главпетух» (или «петушиная мамка»), который является полномочным представителем «опущенных» в контактах с лидерами других неформальных групп, решает все проблемы, возникающие в группе опущенных, участвует в разрешении спорных вопросов между опущенными и другими мастями. Иногда его функции исполняют два неформальных лидера — «папа» и «мама», но чаще всего лидером является один человек. «Главпетухами» часто становятся бывшие «авторитеты», попавшие в петухи за какой-либо проступок или «косяк». Особенно часто это наблюдается там, где администрация зоны или тюрьмы собирает их в отдельных отрядах или камерах («обиженках», «петушатниках», «гаремах», «женских монастырях»).
Употребление слов «опущенный», «петух» (а также производных и родственных ему слов: «петушиный», «петушина», «петушок», «курица», «гребень», «курятник», «кукарекать») в адрес заключённого, не принадлежащего к данной касте, есть тягчайшее оскорбление, которое может повлечь любые последствия вплоть до опускания самого оскорбившего и даже смерти. К такому оскорблению приравнивается и посылание кого-либо «на хуй». Тому, кто назвал другого «петухом» или послал его, предлагают обосновать своё обвинение, и если он не может этого сделать, оскорблённый «получает» с него. Впрочем, в настоящее время эти понятия не соблюдаются так строго, и «на три буквы» посылают довольно часто безнаказанно. Ныне обосновать обвинение получится, только если данного гомосексуалиста оскорблявший лично опускал или это делалось в его присутствии. Заключённый, названный «петухом» и не потребовавший объяснений, сам становится кандидатом в «опущенные», поскольку считается, что он согласился с тем, что он — «петух». Впрочем, в настоящее время эти понятия не соблюдаются так строго. Заключённые стараются вообще не употреблять слов петух, опущенный во избежание последствий («попасть в непонятную»), и даже не употребляют слова «обидеться», заменяя его словом «огорчиться».
В разных зонах существуют различные традиции сексуальной эксплуатации опущенных. В одних зонах они обязаны вступать в половой акт с другим заключённым по их требованию, при отказе «опущенного» избивают или насилуют. По правильным понятиям это считается «блядством», а насильники подлежат «опусканию»; иногда это приводит к тому, что «петуху» приходится «обслуживать» по несколько десятков человек в день. Но чаще в «правильных» зонах получить какие-то сексуальные услуги от «петуха» можно только за оплату (деньгами, но чаще едой или сигаретами) и с его согласия. «Петух» обязан принять сперму в рот или прямую кишку, чтобы не «зашкварить» какой-либо предмет или другого заключённого. Оплата с точки зрения «воровского закона» обязательна, поскольку превращает половой акт с «петухом» в проституцию. Заключённый, не расплачивающийся с «опущенным», рискует навлечь на себя подозрения в совершении гомосексуального акта «по любви», что может повлечь его переход в «петухи». Иногда гомосексуалисты также выступают в качестве «форточников», вдыхая кишечные газы других сокамерников и выдыхая их в форточки, чтобы в камере не было неприятного запаха. «Рабочим петухам» часто дают женские имена (Света, Маша, Вика, Катя, Таня и т. д.), отсюда происходят названия всей этой группы заключённых: «машки», «дуньки» и т. п.
Некоторые «опущенные» (особенно молодые мужчины с миловидной внешностью) становятся персональными пассивными партнёрами кого-либо из занимающих высокое положение среди остальных заключённых. Взамен они получают от своих покровителей защиту от издевательств и грязной работы, сексуальных притязаний других заключённых, а также получают плату за предоставленные сексуальные услуги в виде ценных в тюрьме вещей (сгущёнка, сигареты и т. д.) Однако при этом они всё ещё остаются людьми на самой низшей ступени среди других заключённых и при потере покровительства возвращаются на самое дно тюремного общества.
По словам известного российского правозащитника члена Совета по правам человека при Президенте РФ Андрея Бабушкина:
Традиция советской и российской тюрьмы — относиться к людям не только нетрадиционной сексуальной ориентации, но и также пережившим сексуальное насилие как к людям даже не второго, а двадцать второго сорта... Ситуация осложняется тем, что среди этой категории заключённых — много людей психически нездоровых, сломленных, которые нуждаются в морально-психологической поддержке, а не в дальнейшем опускании. Бороться с ней надо методами из арсенала культурного, а не административного воздействия... Победить это явление можно путём влияния на саму тюремную субкультуру. То есть донести до всех арестантов, что человека надо оценивать за то, как он мыслит и что делает, а не за его сексуальную ориентацию...
В настоящее время явление вышло за пределы мест заключения и распространилось на школы, армию, детские дома.
В женских тюрьмах гомосексуальные связи сильно отличаются от мужских. Лесбийские связи никогда не считались чем-то что роняет достоинства одной из заключённых. Часто одинокие женщины в тюрьмах создают пары, и окружающие к этому относятся вполне нейтрально. Лесбийские пары в местах лишения свободы бывают двух типов.  В первой категории обе девушки выглядят, ведут себя вполне по-женски и эти отношения больше напоминают дружбу с романтическим подтекстом. Во второй категории отношения возникают между «коблом и «ковырялкой». «Коблом» являются заключённые, которые практически лишились женских черт. Они играют роль активных лесбиянок, никогда не носят женской одежды, не красятся, имеют мужеподобный вид, коротко стригутся и имеют мужские замашки и манеру поведения. «Кобла» оказавшись в камере, начинает искать себе пару и ведёт себя со своей партнершей вполне по-мужски: защищает её, ревнует, старается баловать, а иногда и демонстрирует настоящий деспотизм. Пассивной лесбиянкой в паре с «коблом» является «ковырялка», которая выглядит женственно внешне и сохраняет женские повадки. Обычно она готовит и накрывает на стол то, что достаёт к столу «кобла». Все интимные отношения в женских колониях происходит только по обоюдному согласию. Администрация женских тюрем к таким связям относится лояльно. 

#### С точки зрения закона
В июне 2015 года Европейский суд по правам человека принял к рассмотрению жалобу заключённого российской колонии строгого режима, оказавшегося в числе опущенных, который выступил против существующей в исправительном учреждении тюремной иерархии.

### Другие низшие касты
«Чушки» — заключённые, которые не следят за собой, не моются, неопрятно одеваются, часто болеют и имеют паразитов. Часто в ряды «чушек» попадают бомжи, пьяницы и наркоманы со стажем. Их положение во многом схоже с положением «петухов» или даже хуже, так как представители практически любой касты стараются избегать контактов с «чушками». Известны случаи, когда во избежание распространения заразных болезней и насекомых «чушку» отправляли жить в умывальник или туалет, где он также обязан был поддерживать чистоту.
Наиболее частая причина перевода в «чушки» — нарушение воровского закона, например, «крысятничество» или «барыжничество», то есть воровство у других заключённых и торговля наркотиками соответственно. «Чушкам» часто делают принудительную наколку — крысиную морду, свиное рыло. Впрочем, не исключено и дальнейшее падение этой категории заключённых, отчего и можно встретить мнение, что данные татуировки накалывают «обиженным» и «петухам». 
В женских тюрьмах роль «чушек» исполняли «грибы». В основном это были те женщины, кто до заключения бомжевал, вёл скверный неопрятный образ жизни, а так же пьяницы и наркоманки. Над теми женщинами, кто имел неряшливый внешний вид и которые забывали о чистоплотности, сокамерницы насмехались и всячески унижали. 
«Букетники» — заключённые, заразные различными венерическими заболеваниями. Часто получают прозвища, отражающие их болезненное состояние, с присвоением «военных званий» в зависимости от стадии и тяжести заболевания. Например, «полковник» или «подполковник» может означать человека, страдающего от второй стадии сифилиса. Приравнены к чушкам.
«Черти» — выполняющие всю грязную работу заключённые. Это заключённые, выполняющие какую-либо работу за плату, обычно для блатных. Аналогичная на «малолетках» каста — «середняки». Также «чертями» часто называют «чушек», предположительно до 1970—1980-х годов эту касту и называли «чушками».  По статусу приблизительно равны «шнырям», «чушкам» и «шестёркам».
«Барыги» — заключённые, которые продают или обменивают остальным заключенным чай, сигареты, алкоголь, мобильные телефоны, заточки, гигиенические принадлежности, наркотики и другие предметы с воли. Часто имеют свою крышу от покровительствующих лиц из блатных или вступая в сговор с кем-то из тюремной охраны, которым они отдают процент от выручки. На каждый свой товар делают огромную наценку. Презираемы со стороны́ остальных сокамерников, но из-за возможности получить определённый товар с воли их терпят. Барыг из числа наркодилеров и самогонщиков в российских тюрьмах принимают отрицательно. Согласно воровским принципам, наркоторговец несёт ответственность за разрушение жизни и здоровья своих клиентов за деньги и поэтому наркотики необходимо только дарить.
«Заполосканные» или «законтаченныe» — категория заключённых, которые по правам и обязанностям приравнены к «петухам», но не являются гомосексуальными. «Заполосканным» может стать любой заключённый из любой касты, если хотя бы один раз поест или попьёт из посуды «петуха», а также докурит сигарету. Иногда ими становятся жёсткие арестанты, которые издевались над «петухами» и которым гомосексуалист отомстил, резко поцеловав. Образно говоря, «заполосканным» становятся после любого орального контакта с «петухами». По статусу выше петухов (хоть и имеет с ними равные права и обязанности), но ниже чертей.
«Шелупень» — физически и психически слабые, больные либо полностью несамостоятельные заключённые. Из-за того, что такие не могут постоять за себя, обычно их «опускают», но убивают крайне редко.
«Шерстяные» («Шерсть») — непорядочные арестанты. Заключённые, осуществляющие «беспредел» в собственных интересах или по указанию администрации тюрьмы в т. н. «пресс-хатах», например, избиение и изнасилование других заключённых с целью наказания, получения нужных показаний и т. д. «Шерстяными» часто становятся бывшие «блатные», грубо нарушившие «воровской закон» и приговорённые за это к смерти или «опусканию». Если «шерстяной» попадает в руки «правильных» заключённых, его могут опустить и даже убить. В случае недоказанного факта сотрудничества, как «беспредельщиков» опускают по касте, считают «шерстью». «Шерсть» — то же, что и «сука», однако, нарушает воровской закон в менее откровенной форме.
«Шестёрки» — прислуга. В шестёрки попадают слишком слабые или услужливые люди. И в тюрьмах, и в лагерях излишняя услужливость не в чести. В тюрьме принято обслуживать себя самостоятельно. Тот, кто не может вынести трудностей, кто за кусок хлеба начинает всё делать и выполнять, не заслуживает уважения. Но это не означает, что вообще нельзя выполнять никаких просьб. Всё зависит от ситуации, в которой просьба выполняется, и от того, кто и как её выполняет. Иногда даже человек, подавший кружку с водой, становится «шестёркой». «Первоходок» при этом «зашестерить» очень легко — достаточно предложить им какую-нибудь помощь. Не имеют права голоса, при невыполнении просьбы избиваются.
В женских тюрьмах роль «шестёрок» исполняли молодые первоходки, которых называли «горохом». Занимались обычно вспомогательной грязной работой: убирали, мыли, чистили туалеты. За это могли получать защиту, либо сигареты, мыло, кофе, чай и другие предметы.
- «Шныри» («Гладиаторы») — как правило, это личные помощники блатных или «приблатнённых». Практически то же, что и «шестёрки». И тех, и других в отсутствие поддержки и защиты тех, кому они прислуживали, часто каким-либо способом переводят в «обиженные». Также, согласно «Краткому толковому словарю тюремного мира», дневальный, заключённый, удостоенный права убирать камеру, барак и исполнять прочие обязанности по обеспечению быта заключённых, что намного легче и приятнее обычных работ, которыми занимаются остальные заключённые. Такие поблажки давались за лояльность режиму и стукачество. Считаются козлами (красными) уже «по самой должности»[2][3][70]. По статусу равны «шестёркам».
- «Быки» — охраняют особо авторитетных блатных заключённых, и несут ответственность в случае, если с ними что-нибудь произойдёт. Также приводят в исполнение наказание над провинившимися заключёнными, которое назначит «пахан» — избить, опустить, покалечить или лишить жизни. В эту группу, как правило, попадают спортсмены или атлеты, которые не отличаются большим умом. Среди них иногда попадаются люди с психическими отклонениями, которых медицинские эксперты признали психически вменяемыми. По статусу равны «шестёркам».

«Фуфлыжники» — арестанты, потерявшие статус по вине азартных игр. Перед игрой «на интерес», в карты, шашки, нарды и прочее оговаривается «потолок», последний день игры и чем можно рассчитаться: телефоны, сигареты, чай, деньги и другое. Если арестант не может рассчитаться в указанный срок, считается, что он «двинул фуфло» и ему присваивается этот статус. Остальные заключённые относятся к  ним с крайним подозрением, поскольку считают, что в безысходной ситуации невыплаченного долга он может обокрасть сокамерника или пойти на прямое сотрудничество с администрацией в обмен на поддержку и помощь. При первой же возможности каким-либо способом переводятся в «опущенные». Могут также стать «шестёрками» того сидельца, кто выплатит за «фуфлыжника» долг. 
«Солдаты» — бывшие военнослужащие Внутренних войск МВД СССР; в составе крупных ОПГ 1990-х годов, нередко становились исполнителями заказных убийств, киллерами. Несмотря на относительно высокую оплату, киллеры не считались авторитетными преступниками, а «солдаты» — уважаемыми заключёнными. Они нередко переходили в «торпеды» под угрозой опускания.
«Торпеды» («Камикадзе») по-настоящему не могут считаться отдельной кастой, хотя этот статус и считается позорным. «Торпедами» могут становиться представители самых разных каст, даже блатные и «воры в законе», если попадают в долги, в первую очередь «фуфлыжники». «Торпеды» осуществляют заказное, оплачиваемое насилие; если это вскроется, им угрожает переход в касту «петухов», даже смерть и они к этому готовы для выполнения задания. С другой стороны, такие действия оплачиваются, и при благоприятном исходе «торпеды» сохраняют свой прежний статус, даже зарабатывают.

### Мусора
«Мусора» или «менты» — бывшие сотрудники полиции (милиции), осуждённые за то или иное преступление, совершённое уже после увольнения из «органов». Несмотря на похожее значение, слово «мент» (от «ментик» — униформа гусар, а в Австро-Венгрии — и полицейских) зачастую используется в более позитивном смысле, чем «мусор». На зоне «мусора» являются изгоями. Избивать «мусора» в численном большинстве не считается «западлом». Убийство «мусора» считается «поступком», ведущим к продвижению по касте (при этом сами касты фактически не меняются, возможно только падение, но не подъём, однако заключённый может получить более высокий статус среди таких же). «Мусора» относятся к «красным» кастам. Вопреки распространённому заблуждению, заключённые, поддерживающие контакты с «мусорами», не переводятся в ту же или более низкую касту; общение такого рода, впрочем, может отразиться на их репутации.
В «красных» зонах данная каста также существует, в ней состоят сотрудники «внутренней безопасности» и прочие.
«Мусора», как и «козлы», обладают более высоким статусом, нежели однородная кастовая прослойка «шерсти», «шнырей», «чушек», «чертей», «шестёрок» (которым зачастую делают принудительные уничижительного вида наколки) и находящаяся ещё ниже группа «обиженных», «опущенных», «петухов» (которые, кроме принудительных наколок, являются и жертвами сексуального насилия).

### «Ломом подпоясанные»
«Ломом подпоясанные» (также встречаются «белые медведи», «отколотые», «один на льдине», «челюскинцы») — в прошлом разновидность «беспредельщиков», одинаково отрицавшая власть воров и «сук». Отличительный знак — толстый стальной трос вокруг пояса с оплетённым концом. Во множестве состояли из осужденных красноармейцев, прошедших фронты Великой Отечественной войны. Представляли собой мощную силу в период 1945—1953 гг. Подчинялись лидеру без коллективных решений и соблюдали жёсткую субординацию. Часто совершали побеги. Также: вообще заключённый, обладающий сильной волей, не признающий кастовой системы в местах лишения свободы.

### «Сынки»
«Сынки» по некоторым признакам относятся к категории блатных. Как правило, это молодые, смазливые парни, исполняющие указания авторитетного уголовника, тюремного «пахана». По сравнению с «шестёрками», ведут себя не настолько раболепно, полагают себя настоящими блатными; остальные блатные и «мужики», впрочем, их за таковых не принимают. После освобождения покровительствующего им «пахана», 90 % «сынков» переходит в касту «опущенных», в остальных случаях «сынки» гибнут. Этот приём, очевидно, выработан достаточно давно: так «авторитеты» «переводят стрелки» общего гнева на рьяного, излишне энергичного, но непонятливого молодого человека, которого отправляли с целью осуществления расправ. Одновременно они таким образом готовят себе сообщника на будущее, так как сами не обладают семьями; «петушок» без авторитета не сможет выжить нигде.

## Комментарии
1. ↑  То есть таких ИУ, где сильна неформальная власть «блатных» лидеров; «зона» на уголовном жаргоне, а также в разговорной речи, означает исправительную колонию. В реалиях российской пенитенциарной системы существуют два основных типа ИУ в зависимости от жёсткости установленного в них режима (не формального — общий, строгий или особый — а реально действующего, на практике имеющего множество нюансов) и отношения администрации к уголовным ценностям, ёмко и лаконично передаваемые терминами «чёрные зоны» и «красные зоны».